# Carlos Feraud Silva
Carlos Alfredo Feraud (n. Loja, Ecuador; 23 de octubre de 1990) es un futbolista ecuatoriano. Juega de centrocampista y su equipo actual es Leones de la Serie B de Ecuador.

## Trayectoria
Sus inicios fueron en Liga de Loja en el año 2008 luego ha pasado por varios clubes del Ecuador, luego pasó en 2016 a Macará de Ambato. Posee el récord de ser el jugador que más goles ha marcado de tiro libre (7) en una misma temporada en el Campeonato Ecuatoriano de Fútbol.

## Selección nacional
El 25 de septiembre es convocado por Jorge Célico para jugar los partidos ante Chile y Argentina correspondiente a la última jornada de las eliminatorias por Rusia 2018.

### Participaciones en eliminatorias
| Eliminatorias     | Sede            | Resultado      | Partidos | Goles |
| ----------------- | --------------- | -------------- | -------- | ----- |
| Eliminatoria 2018 | América del Sur | No clasificado | 0        | 0     |

## Estadísticas

### Clubes
Actualizado al último partido disputado el 29 de octubre de 2024.
| Club                                   | Temporada     | Liga  | Liga  | Copas nacionales | Copas nacionales | Copas internacionales | Copas internacionales | Total | Total |
| Club                                   | Temporada     | Part. | Goles | Part.            | Goles            | Part.                 | Goles                 | Part. | Goles |
| -------------------------------------- | ------------- | ----- | ----- | ---------------- | ---------------- | --------------------- | --------------------- | ----- | ----- |
| Liga de Loja · Ecuador                 | 2008          | 8     | 0     | -                | -                | -                     | -                     | 8     | 0     |
| Liga de Loja · Ecuador                 | 2009          | 35    | 4     | -                | -                | -                     | -                     | 35    | 4     |
| Liga de Loja · Ecuador                 | 2010          | 39    | 8     | -                | -                | -                     | -                     | 39    | 8     |
| Liga de Loja · Ecuador                 | 2011          | 41    | 9     | -                | -                | -                     | -                     | 41    | 9     |
| Liga de Loja · Ecuador                 | 2012          | 45    | 6     | -                | -                | 6                     | 1                     | 51    | 7     |
| Liga de Loja · Ecuador                 | Total club    | 168   | 27    | -                | -                | 6                     | 1                     | 174   | 28    |
| Liga Deportiva Universitaria · Ecuador | 2013          | 25    | 2     | -                | -                | 2                     | 1                     | 27    | 3     |
| Liga Deportiva Universitaria · Ecuador | Total club    | 25    | 2     | -                | -                | 2                     | 1                     | 27    | 3     |
| Deportivo Quito · Ecuador              | 2014          | 25    | 3     | -                | -                | 2                     | 0                     | 27    | 3     |
| Deportivo Quito · Ecuador              | Total club    | 25    | 3     | -                | -                | 2                     | 0                     | 27    | 3     |
| Deportivo Cuenca · Ecuador             | 2015          | 28    | 1     | -                | -                | 0                     | 0                     | 28    | 1     |
| Deportivo Cuenca · Ecuador             | Total club    | 28    | 1     | -                | -                | 0                     | 0                     | 28    | 1     |
| Macará · Ecuador                       | 2016          | 41    | 14    | -                | -                | -                     | -                     | 41    | 14    |
| Macará · Ecuador                       | 2017          | 42    | 11    | -                | -                | -                     | -                     | 42    | 11    |
| Macará · Ecuador                       | 2018          | 18    | 1     | -                | -                | 2                     | 0                     | 20    | 1     |
| Al-Hazem Arabia Saudita                | 2018-19       | 12    | 0     | 0                | 0                | -                     | -                     | 12    | 0     |
| Al-Hazem Arabia Saudita                | Total club    | 12    | 0     | 0                | 0                | -                     | -                     | 12    | 0     |
| Macará · Ecuador                       | 2019          | 28    | 3     | 2                | 0                | 2                     | 0                     | 32    | 3     |
| Macará · Ecuador                       | 2020          | 26    | 0     | 0                | 0                | 2                     | 0                     | 28    | 0     |
| Macará · Ecuador                       | Total club    | 155   | 29    | 2                | 0                | 6                     | 0                     | 163   | 29    |
| Mushuc Runa · Ecuador                  | 2021          | 26    | 1     | 0                | 0                | -                     | -                     | 26    | 1     |
| Mushuc Runa · Ecuador                  | 2022          | 17    | 1     | 4                | 0                | 2                     | 0                     | 23    | 1     |
| Mushuc Runa · Ecuador                  | Total club    | 43    | 2     | 4                | 0                | 2                     | 0                     | 49    | 2     |
| Libertad F. C. · Ecuador               | 2023          | 14    | 0     | 0                | 0                | -                     | -                     | 14    | 0     |
| Libertad F. C. · Ecuador               | Total club    | 14    | 0     | 0                | 0                | 0                     | 0                     | 14    | 0     |
| Leones · Ecuador                       | 2024          | 33    | 2     | 2                | 0                | -                     | -                     | 35    | 2     |
| Leones · Ecuador                       | Total club    | 33    | 2     | 2                | 0                | 0                     | 0                     | 35    | 2     |
| Total carrera                          | Total carrera | 503   | 66    | 8                | 0                | 18                    | 2                     | 529   | 68    |
| 1. 2.                                  |               |       |       |                  |                  |                       |                       |       |       |

## Palmarés

### Campeonatos nacionales
| Título             | Club         | País    | Año  |
| ------------------ | ------------ | ------- | ---- |
| Serie B de Ecuador | Liga de Loja | Ecuador | 2010 |
| Serie B de Ecuador | Macará       | Ecuador | 2016 |

## Goles destacados
El 15 de agosto de 2012 convirtió su primer gol internacional en el partido en el que Liga de Loja venció 4-2 a Monagas por la Copa Sudamericana 2012. Marcó el gol a los 6 minutos del segundo tiempo.
Hizo un gol olímpico de tres dedos frente al subcampeón de América Independiente del Valle, en la segunda fecha de la segunda etapa del Campeonato Nacional 2017.
Marcó un gol desde 45 metros de distancia, mediante un tiro libre frente a Emelec de visita en la derrota 2 a 1.